# San Isidro de la Estacada
San Isidro de la Estacada är en ort i Mexiko.   Den ligger i kommunen Dolores Hidalgo och delstaten Guanajuato, i den centrala delen av landet, 250 km nordväst om huvudstaden Mexico City. San Isidro de la Estacada ligger 1 999 meter över havet och antalet invånare är 1 054.
Terrängen runt San Isidro de la Estacada är en högslätt, och sluttar västerut. Runt San Isidro de la Estacada är det ganska tätbefolkat, med 80 invånare per kvadratkilometer. Närmaste större samhälle är Palo Colorado, 16,1 km söder om San Isidro de la Estacada. Omgivningarna runt San Isidro de la Estacada är i huvudsak ett öppet busklandskap.